# Preciosa
A Preciosa Carl Maria von Weber egyik négyfelvonásos daljátéka (singspiel). Librettója P.A. Wolff Preciosa című spanyol-cigány miliőben játszódó darabja alapján készült. Ősbemutatójára 1821. március 14-én került sor a berlini Königlisches Schauspielhausban. Magyarországon nem mutatták be.

## Cselekménye
Helyszín: Németország
Idő: a 18. században

### Első felvonás
Helyszín: Don Francisco de Carcamo kertje Madridban.
Egész Spanyolország zengi a szép és tehetséges, fiatal cigánylány, Preciosa dicsőségét. Carcamót és barátját, Don Fernando de Azevedót égeti a kíváncsiság, hiszen Carcamo fia, Don Alonso eszeveszetten szerelmes Preciosába. Cigányok és kíváncsiak tömege özönlik a kertbe, élükön Preciosával. Tánc, improvizáció, jóslás, cigányinduló, „Éljen Preciosa"-kórus, melodráma és balett színesíti a cselekményt. A kíváncsi urak, Carcamo és Azevedo is elbűvölve nézik a szép cigánylányt.

### Második felvonás
Helyszín: Cigánytábor az erdőben.
Don Alonso elhitette apjával, hogy haditáborba vonul, de ez csak ürügy volt, hogy Preciosához szökhessen. Preciosa hajlana a fiatal nemeshez, de nem tud elszakadni a kóbor élettől, annak romantikájától, így hát nincs más hátra, Alonso a cigányokkal marad.

### Harmadik felvonás
Helyszín: Valenciai táj, a háttérben az Azevedo-kastéllyal.
Falusi lakodalom. Pedro, az intéző kihirdeti a népnek, hogy uruk ezüstlakodalmán, az ő tiszteletére ingyen ehetnek-ihatnak. Azevedo fia, Don Eugenio megerősíti a vendéglátó szavakat.
Jönnek a cigányok is, és velük a vadászruhás Alonso, akinek féltékenysége már idegesíti Preciosát. Eugenio a kastélyba invitálja a lányt, erre Alonso ráveti magát, de lefogják, és a kastélyba hurcolják. A cigányok elvonulnak, csak Preciosa marad, hogy szerelmét kiszabadítsa. Alonso fegyverével még a vajdát is kényszeríti, hogy segítsen neki.

### Negyedik felvonás
Helyszín: Azevedo-kastélyban.
Azevedo hitvese, Donna Clara szívesen fogadja Preciosát. Viarda, egy öreg cigányasszony leleplezi Alonso titkát, és megígéri, hogy ha kap ezer zecchinót, Preciosával és valamennyi cigánnyal együtt örökre eltűnik e tájról. Azevedo már belemenne az alkuba, ám ekkor megjelenik Don Carcamo, és legnagyobb meglepetésére ott találja a fiát. Donna Clara nem szívesen mond le Preciosáról, Viarda ekkor elárulja, hogy ezt az anyai érzés diktálja, mert Preciosát ő rabolta el szüleitől, Azevedótól és Clarától. Alonso és Preciosa nászának így hát nincs több akadálya. A cigányok távoznak, a helyzet megoldódik.

## Híres zeneművek
- Nyitány
- Im Wald, im Wald, wo's Echo schallt - kórus (második felvonás)
- Einsam bin ich nicht alleine - Preciosa dala (második felvonás)
- Es blinken so lustig die Sterne - cigányok kórusa (negyedik felvonás)